# Bollerbach (Weser)
Der Bollerbach ist ein 2671 m langer Nebenfluss der Weser und der Grube im Kreis Höxter, Nordrhein-Westfalen (Deutschland). Dieser ist in zwei getrennte Abschnitte aufgeteilt, der eine fließt durch Lütmarsen, der andere durch Höxter und schließlich in die Weser.

## Abschnitt Lütmarsen
Der Abschnitt in Lütmarsen ist 985 m lang und entspringt westlich des Dorfes aus der Grube. Anschließend fließt er durch den nördlichen Teil Lütmarsens und danach im östlichen Teil wieder in die Grube. Auf diesem Weg wird der Bach von Acht teils befahrbaren Brücken überquert. Der Bollerbach in Lütmarsen wird auch Mühlenbach genannt.

## Abschnitt Höxter
730 m nach dem Zusammenfluss mit der Grube trennt sich der Bollerbach erneut von dieser. Das passiert am Bebersteg, der südlich von Lütmarsen und westlich von Höxter gelegen ist. Von dort fließt er parallel zur Lütmarser Straße Richtung Stadtzentrum. Am Ende der Lütmarser Straße fließt der Bollerbach südlich entlang der B64/83 auf Höhe der Kreuzung der B64/83 mit der Sturmmrigestraße nach 2692 m ab dem Bebersteg in die Weser.